# Jules Verne magyarul kiadott műveinek listája
Jules Verne műveinek magyar kiadásai a megjelenés időrendjében.

## Magyarul kiadott művei
Az Országos Széchényi Könyvtár katalógusa szerint "Verne Gyula" 150 év alatt közel 800 magyar nyelvű kiadással rendelkezik (az újrakiadásokat, címváltozatokat, elektronikus adathordozókat is beleértve). Több alkalommal (közel) azonos cím alatt más-más műfordítók adták közre köteteiket, ami tovább bonyolítja a Verne-művek honi kiadástörténetét (így pl. A tizenötéves kapitányt négyen is közel azonos címen fordították). 
A magyar nyelvterületen rendkívüli népszerűségnek örvendő francia szerző műveitt párhuzamosan több kiadó is megjelentette, illetve előfordult, hogy ugyanazt a fordítást akár évtizedekkel később egy másik kiadó adta közre (ily esetben is tartottuk magunkat az első megjelenés feltüntetéséhez). Előfordult, hogy ugyanaz a fordítás más címen jelent meg: ez esetben a címváltozatokat is szerepeltettük, amiképp a több művet tartalmazó kötetekben közreadott első kiadásokat. Az összevont, több Verne-művet tartalmazó kiadásokat akkor vettük föl a könyvészetbe, ha valamelyik írás fordítása először az adott kötetben látott napvilágot. És ugyancsak szerepelnek azon nem első kiadások, melyeket időközben kísérőapparátussal és megváltozott koncepcióval (jegyzetek, utószó, ill. sajtó alá rendezés, átdolgozás etc.) adtak közre.
A rendszerváltás után több sorozat/kiadó is fölvállalta Jules Verne műveinek közreadását. Ezek sorában egyaránt szerepelnek régi és új fordítások, ill. előbbiek felújított (átdolgozott) kiadásai. Ezen sorozatok vonatkozásában nem törekedtünk teljességre, így a változatlan kiadásokat nem tüntettük föl, csupán az átdolgozottakat.
Alábbi lista a teljességre törekvés szándékával készült: lehetőség szerint minden, önálló kötetben megjelent Verne-mű első kiadását tartalmazza. Olykor a kötetekben nincs feltüntetve a fordító neve (néhány alkalommal a későbbi kiadások nyomán azonban kikövetkeztethető). Számos esetben a megjelenés éve bizonytalan, így csupán a feltételezett kiadási évtizedet tüntetik föl a katalógusok.
Számos Verne-regény előbb folytatásokban jelent meg a Vasárnapi Ujságban (ezek számbavételétől eltekintünk), az első önálló kötet-béli közreadásra pedig évekkel később, átdolgozott formában került sor.
Megjegyzésre méltó mozzanat, hogy több katalógusban is ifj. Gaál Mózes (1894–1929) szerepel fordítóként, holott valójában édesapja, Gaal Mózes (1863–1936) ültette át magyarra a műveket.

### 1865–1879
- Utazás a Föld központja felé, 1-2.; ford. Beöthy Leó; Hartleben, Pest, 1865
- Utazás a Holdba és a Hold körül, 1-2.; röv. kiad.; Heckenast, Pest, 1872
- Öt hét léghajón. Utazás Afrikában; Franklin, Bp., 1874
- Hatteras kapitány kalandjai / Az angolok az éjszaki sarkon / A jégsivatag; ford. Palásti Sándor; Légrády, Bp., 1875
- Utazás a Föld körül nyolcvan nap alatt; ford. Szász Károly; Franklin, Bp., 1875
- Három orosz és három angol kalandjai; ford. Nagy István; Franklin, Bp., 1875
- Utazás a tenger alatt; ford. Szász Károly; Franklin, Bp., 1875
  - (Húszezer mértföld a tenger alatt; Húszezer mérföldnyire a tenger alatt; Nemo kapitány. Tenger alatt a világ körül; Némó kapitány, a tengerek ura címen is)
- A Chancellor. Kazallon J. R. utas naplója; ford. Vértesi Arnold; Lampel, Bp., 1875
- Verne Gyula apróbb műveiből / Dráma a légben / Zacharius mester / Doktor Ox kísérlete / Beszélyek és rajzok / Tél a jég között; Athenaeum, Bp., 1875
- A prémek hazája; ford. György Aladár; Ráth, Bp., 1876 (A magyar nemzet jutányos családi könyvtára)
  - (A bundák hazája címen is)
- A Grant kapitány gyermekei, 1-2.; ford. Vértesi Arnold; Franklin, Bp., 1876
- Híres utazók és híres utazások története a legrégibb kortól kezdve; ford. Vértesi Arnold; Franklin, Bp., 1877 (Kis nemzeti muzeum)
- A fekete Indiák; ford. Fáy J. Béla; Légrády, Bp., 1877
- Strogoff Mihály utazása Moszkvától Irkutskig; átdolg. Szász Károly; Franklin, Bp., 1877
- Servadac Hector kalandos utazása a naprendszeren át; átdolg. Szász Károly; Franklin, Bp., 1878
- Egy chínai viszontagságai Chínában; ford. Vizi Imre; Athenaeum, Bp., 1879

### 1880–1899
- A Föld felfedezése; ford., tárgymutató Brózik Károly; Franklin, Bp., 1880–1882
  - 1. A híresebb utazók története a legrégibb időktől a XVIII. századig; 1880
  - 2. A XVIII. század híres hajósai; 1882
- A bégum ötszáz milliója. Regény / A Bounty lázadói. Elbeszélés; ford. Szász Károly; Franklin, Bp., 1880
  - (Az Acélváros titka címen is)
- Tizenötéves kapitány. Regény; ford. Szász Károly; Franklin, Bp., 1880
- A Jaganda. Nyolcszáz mértföld az Amazonon. Regény; ford. Visi Imre; Franklin, Bp., 1881
  - (Nyolcszáz mérföld az Amazonason címen is)
- A gőzház. Regény; ford. Rákosi Viktor, Szokolay Kornél; Légrády, Bp., 1881
  - (Az acél elefánt címen is)
- Utazás a Holdba és a Hold körül; ford. Gaal Mózes; 2. kiad;[1] Franklin, Bp., 1882
- A Robinsonok iskolája. Regény; ford. Visi Imre; Franklin, Bp., 1883
- Kéraban, a vasfejű. Regény; ford. György Aladár, Illésy Piroska; Franklin, Bp., 1884
  - (Keraban, a keményfejű; A makacs Keraban címen is)
- Dél csillaga. A gyémántok hazája; ford. György Aladár; Franklin, Bp., 1885
- A rejtelmes sziget;[2] átdolg. Szász Károly; 2. kiad;[1] Franklin, Bp., 1886
- A lángban álló szigettenger; ford. Huszár Imre; Franklin, Bp., 1886
- Sándor Mátyás, 1-2.; ford. Huszár Imre; Franklin, Bp., 1887
- Éjszak a Dél ellen; ford. Huszár Imre; Franklin, Bp., 1888
- A hódító Robur. Regény; ford. Huszár Imre; Franklin, Bp., 1888
- Egy sorsjegy. 9672-dik szám; ford. Huszár Imre; Franklin, Bp., 1889
  - (Egy sorsjegy története; Kamp Ole sorsjegye címen is)
- Haza, Franciaországba! / Gil Braltar; ford. Huszár Imre; Franklin, Bp., 1889
- A gőzház; ford. Zempléni P. Gyula; Eisler, Bp., 189? (Verne Gyula összegyűjtött munkái)
- Dél csillaga; ford. Zempléni P. Gyula; Eisler, Bp., 189? (Verne Gyula összegyűjtött munkái)
- Tizenötéves kapitány; ford. Zempléni P. Gyula; Eisler, Bp., 189? (Verne Gyula összegyűjtött munkái)
- Falu a levegőben. Regény; ford. Mikes Lajos; Magyar Kereskedelmi Közlöny, Bp., 189? (Verne Gyula összes munkái)
  - (Város a levegőben; A majmok birodalma címen is)
- Utazás a Holdba. Közvetlen út 97 óra és 20 perc alatt; ford. Zempléni P. Gyula; Eisler, Bp., 189? (Verne Gyula összegyűjtött munkái)
- A dunai hajós. Regény; ford. Zoltán Vilmos / Kamp Ole sorsjegye. Un billet de loterie. Regény; ford. Kövér Ilma; Magyar Kereskedelmi Közlöny, Bp., 189? (Verne Gyula munkái)
  - (Hat hét a Dunán; ill. Egy sorsjegy; Egy sorsjegy története címen is)
- Két évi vakáció. Regény; ford. Huszár Imre; Franklin, Bp., 1890
- Névtelen család; ford. Huszár Imre; Franklin, Bp., 1891 (Verne Gyula összes munkái)
- Húszezer mérföldnyire a tenger alatt; ford. Zempléni P. Gyula; Eisler, Bp., 1891 (Verne Gyula összegyűjtött munkái)
  - Utazás a tenger alatt; Nemo kapitány. Tenger alatt a világ körül; Húszezer mértföld a tenger alatt címen is)
- Utazás a Föld körül 80 nap alatt; ford. Zempléni P. Gyula; Eisler, Bp., 1891 (Verne Gyula összegyűjtött munkái)
- Világfelfordulás. Regény; ford. Huszár Imre; Franklin, Bp., 1891
- A fekete Indiák; ford. Zempléni P. Gyula; Eisler, Bp., 1891 (Verne Gyula összegyűjtött munkái)
- Sztrogoff Mihály utazása Moszkvától Irkutskig; ford. Zempléni P. Gyula; Eisler, Bp., 1891 (Verne Gyula összegyűjtött munkái)
- Öt hét léghajón / Egy dráma Mexikóban; ford. Zempléni P. Gyula; Eisler, Bp., 1891 (Verne Gyula összegyűjtött munkái)
- Utazás a föld körül 80 nap alatt; ifjúsági átdolg. V. Christian, ford. Győry Ilona; Laufer, Bp., 1892[3]
- Ox doktor eszméje / Zachariás mester / Dráma a levegőben / Telelés a jégben / A Mont-Blanc megmászása; ford. Zempléni P. Gyula; Eisler, Bp., 1892 k. (Verne Gyula összegyűjtött munkái)
- Öt hét léghajón; ford. Barabás Ferenc; Gross, Győr, 1892 (Egyetemes könyvtár)
- Cascabel Caesar. Regény; ford. Huszár Imre; Franklin, Bp., 1892
  - (Cirkuszkocsival a Sarkvidéken át címen is)
- Branicanné asszonyság. Regény; ford. Huszár Imre; Franklin, Bp., 1892
  - (Branicanné asszony; A Franklin kifut a tengerre; A hőslelkű Branicanné címen is)
- A zöld sugár / Tíz órán át a vadászaton; ford. Zempléni P. Gyula; Eisler, Bp., 1892 (Verne Gyula összegyűjtött munkái)
- Várkastély a Kárpátokban. Regény; ford. Huszár Imre; Franklin, Bp., 1893 (Verne Gyula összes munkái)
- Grant kapitány gyermekei, 1-2.; ford. Zempléni P. Gyula; Eisler, Bp., 1894
- Egy úszó város / A zártörők; ford. Zempléni P. Gyula; Eisler, Bp., 1894 (Verne Gyula összegyűjtött munkái)
  - (Az ostromzáron keresztül címen is)
- Bombarnac Klaudius. Egy hírlaptudósító jegyzőkönyve; ford. Huszár Imre; Franklin, Bp., 1894
- Utazás a Holdba kilencvenhét óra és húsz perc alatt; ford. Gaal Mózes; 3. kiad.; Franklin, Bp., 1895[4]
- Utazás a Hold körül; ford. Gaál Mózes; 3. kiad.; Franklin, Bp., 1895[4]
- Senki fia; ford. Gaal Mózes; Franklin, Bp., 1896
- Antifer mester csodálatos kalandjai. Regény; ford. Huszár Imre; Franklin, Bp., 1896
- Clovis Dardentor; ford. Sávoly X. Ferenc; Tolnai Ny., Bp., 1897 k. (Verne Gyula munkái)
- Az úszó város / Az ostromzáron keresztül; ford. Zigány Árpád; Franklin, Bp., 1897?
  - (A zártörők címen is)
- Az úszó sziget. Regény; ford. Gaal Mózes; Franklin, Bp., 1897
- Sándor Mátyás; ford. Zempléni P. Gyula; Eisler, Bp., 1897 (Verne Gyula összegyűjtött munkái)
- Dardentor Clovis. Regény; ford. Gaal Mózes; Franklin, Bp., 1897 (Verne Gyula összes munkái)
- A francia zászló. Regény; ford. Gaal Mózes; Franklin, Bp., 1898 (Verne Gyula összes munkái)
- Verne Gyula–Laurie André: A "Cynthia" hajótöröttje. Regény; ford. Gaal Mózes; Franklin, Bp., 1898 (Verne Gyula összes munkái)
- A rejtelmes sziget; ford. Zempléni P. Gyula; Eisler, Bp., 1898 (Verne Gyula összegyűjtött munkái)
- Az Orinocon fölfelé. Regény; ford. Gaal Mózes; Franklin, Bp., 1899 (Verne Gyula összes munkái)
  - (A büszke Orinoco; A végtelen Orinoco címen is)
- A zöld sugár; ford. Zigány Árpád; Franklin, Bp., 1899 (Verne Gyula összes munkái)
- A győzedelmes Robur; ford. Ilosvai Hugó; Sachs–Pollák, Bp., 1899
- A kárpáti kastély; ford. Ilosvai Hugó; Sachs–Pollák, Bp., 1899
- A jég-szfinksz, 1-2.; ford. Bethlen Oszkár; Sachs–Pollák, Bp., 1899
- A Robinsonok iskolája. Regény; ford. Hazai Hugó; Sachs–Pollák, Bp., 1899
- A nemzeti lobogó; ford. Bethlen Oszkár; Sachs–Pollák, Bp., 1899
- A lángban álló szigettenger; átdolg. Rózsa Miklós; Sachs–Pollák, Bp., 1899
- Az úszó sziget, 1-2.; ford. Ilosvai Hugó; Sachs–Pollák, Bp., 1899
- Egy sorsjegy; ford. Ilosvai Hugó; Sachs–Pollák, Bp., 1899
  -  (Egy sorsjegy története; Kamp Ole sorsjegye címen is)
- A jég-sphinx. Regény; ford. Gaal Mózes; Franklin, Bp., 1899
- Egy khinai viszontagságai Khinában; ford. Zigány Árpád; Franklin, Bp., 1899 (Verne Gyula összes munkái)
- A bundák hazája. Regény; ford. Gaal Mózes; Franklin, Bp., 1899
  - (A prémek hazája címen is)

### 1900–1905
- Öt hét léghajón. Regény; ford. Telkes Pál József; Tolnai Ny., Bp., 1900 k. (Verne Gyula összes munkái)
- Bombarnac Claudius. Egy riporter jegyzőkönyve; ford. Bányai Elemér; Magyar Kereskedelmi Közlöny, Bp., 1900 k. (Verne Gyula munkái)
- Az új hazában. Regény; ford. Zigány Árpád; Franklin, Bp., 1901
- Különös végrendelet; ford. Gaal Mózes; Franklin, Bp., 1901
- Fekete Indiák; ford. Varga Ottó; Franklin, Bp., 1901 (Verne Gyula összes munkái)
- Város a levegőben. Regény; ford. Zigány Árpád; Franklin, Bp., 1902 (Verne Gyula összes munkái)
  - (Falu a levegőben; Város a levegőben címen is)
- A cetvadászok. Regény; ford. Zigány Árpád; Franklin, Bp., 1902 (Verne Gyula összes munkái)
- A kárpáti várkastély. Regény;[5] ford. Zigány Árpád; Országos Központi Községi Ny., Bp., 1902 (Verne Gyula összegyűjtött munkái)
  - (Várkastély a Kárpátokban címen is)
- Cascabel Cézár; ford. Zigány Árpád; Országos Központi Községi Ny., Bp., 1902 (Verne Gyula összegyűjtött munkái)
- Utazás a Föld körül nyolcvan nap alatt 1-2.; ford. Telekes Béla; Lampel, Bp., 1902 (Magyar könyvtár)
- A Kip testvérek. Regény, 1-2.; ford. Mikes Lajos; Magyar Kereskedelmi Közlöny, Bp., 1902 után (Verne Gyula munkái)
  - (A két Kip-testvér címen is)
- Doktor Ox theóriája / Zachariás mester / Telelés Grönlandban / Dráma a levegőben;[6] ford. Zigány Árpád; Franklin, Bp., 1903 (Verne Gyula összes munkái)
- Kin-Fu. Egy kínai viszontagságai Kínában; Magyar Kereskedelmi Közlöny, Bp., 1903
- A két Kip-testvér. Regény; ford. Zigány Árpád; Franklin, Bp., 1904
  - (A Kip testvérek címen is)
- Vitorláson a Föld körül; ifjúsági átdolg., ford. Zempléni P. Gyula; Sachs, Bp., 1904 k.
- A névtelen család; ford. Zempléni P. Gyula; Vass J., Bp., 1905 (Verne Gyula összegyűjtött munkái)
- A prémek hazája. Regény, 1-2.; ford. Zempléni P. Gyula; Vass, Bp., 1905 (Verne Gyula összegyűjtött munkái)
- Az Antillák világa. Regény; ford. Zigány Árpád; Franklin, Bp., 1905 (Verne Gyula összes munkái)
  - (Kalózokkal az Antillákra; Jutalomutazás az Antillákon címen is)

### 1906–1919
- A büszke Orinoco. Regény; ford. Telekes Béla; Magyar Kereskedelmi Közlöny, Bp., 190? (Verne Gyula munkái)
  - (Az Orinocon fölfelé; A végtelen Orinoco címen is)
- A Chancellor. Kazallon J. R. utas naplója; ford. Csillay Kálmán / Martin Paz; ford. Miskolczi Henrik; Magyar Kereskedelmi Közlöny, Bp., 190? (Verne Gyula munkái)
- Utazás a Föld középpontja felé; ford. Kürthy Emilné; Tolnai, Bp., 190? (Verne Gyula összes munkái)
- A világ ura; ford. Gábor Andor; Franklin, Bp., 1906
- Antifer mester csudás kalandjai; ford. Zempléni P. Gyula; Vass József, Bp., 1907
- Bombarnac Claudius. Egy riporter naplója; ford. Zempléni P. Gyula; Vass József, Bp., 1907 (Verne Gyula összegyűjtött munkái)
- Két év vakáció. Regény; ford. Zempléni P. Gyula; Vass József, Bp., 1907
- A szultán unokái. Regényes elbeszélés;[7] ford. Zigány Árpád; Zigány Árpád, Bp., 1909 (Verne Gyula kiadatlan munkái)
- A gyémántos Medzsidje-rend. Regényes elbeszélés;[8] ford. Zigány Árpád; Zigány, Bp., 1909 (Verne Gyula kiadatlan munkái)
- Győzedelmes Robur. Regény; ford. Kövér Ilma; Magyar Kereskedelmi Közlöny, Bp., 191? (Verne Gyula munkái)
  - (Hódító Robur címen is)
- Clovis Dardentor; ford. Sávoly X. Ferenc / Dráma a levegőben; ford. Mikes Lajos; Magyar Kereskedelmi Közlöny, Bp., 191? (Verne Gyula munkái)
- A jégszfinx. Regény, 1-2.; ford. Mikes Lajos; Magyar Kereskedelmi Közlöny, Bp., 191? (Verne Gyula munkái)
- A bégum ötszáz milliója. Regény; ford. Iván Ede / Ox doktor ötlete; ford. Mikes Lajos; Tolnai, Bp., 191? (Verne Gyula munkái)
- Utazás a Hold körül. Regény; ford. Balla Károly; Magyar Kereskedelmi Közlöny, Bp., 191? (Verne Gyula munkái)
- Zachariusz mester. Elbeszélés; ford. Mikes Lajos; Magyar Kereskedelmi Közlöny, Bp., 191? (Verne Gyula munkái)
- Észak a Dél ellen. Regény; ford. Adorján Andor; Magyar Kereskedelmi Közlöny, Bp., 1910 k. (Verne Gyula munkái)
- Három orosz és három angol kalandja Dél-Afrikában; ford. Balla Károly; Tolnai, Bp., 1910 k. (Verne Gyula munkái)
- Sándor Mátyás, 1-2.; ford. Mikes Lajos; Magyar Kereskedelmi Közlöny, Bp., 1910? (Verne Gyula munkái)
- Keraban, a keményfejű. Regény; ford. Miskolczi Henrik; Magyar Kereskedelmi Közlöny, Bp., 1910 k. (Verne Gyula munkái)
  - (Kéraban, a vasfejű; A makacs Keraban címen is)
- Branicanné asszony. Regény; ford. Zempléni P. Gyuláné; Magyar Kereskedelmi Közlöny, Bp., 1910 (Verne Gyula munkái)
  - (Branicanné asszonyság; A Franklin kifut a tengerre; A hőslelkű Branicanné címen is)
- Grant kapitány gyermekei. Regény, 1-2.; ford. Mikes Lajos; Magyar Kereskedelmi Közlöny, Bp., 1918 (Verne Gyula munkái)
- Az arany meteor; ford. Sztrokay Kálmán; Kultúra, Bp., 1919

### 1920–1944
- A tizenötéves kapitány. Regény; ford. Adorján Andor; Tolnai, Bp., 1923 (Verne Gyula munkái)
- Egy úszó város. Regény / A zártörők. Elbeszélés; ford. Miskolczi Henrik; Magyar Kereskedelmi Közlöny, Bp., 192? (Verne Gyula munkái)
- Servadac Hektor. Utazás a naprendszerben; ford. Zempléni P. Gyuláné; Tolnai, Bp., 192? (Verne Gyula munkái)
- Hat hét a Dunán. Verne Gyula poszthumus regénye; ford. Zoltán Vilmos; Érdekes újság, Bp., 1922 (Legjobb könyvek)
  - (A dunai hajós címen is)
- Utazás a Holdba. Közvetlen út 97 óra és 20 perc alatt. Regény; ford. Iván Ede; Tolnai, Bp., 1923 (Verne Gyula munkái)
- Dél csillaga. Regény; ford. Bányai Elemér; Tolnai, Bp., 1923 (Verne Gyula munkái)
- Strogoff Mihály, a cár futárja; ford. Kövér Ilma; Magyar Kereskedelmi Közlöny, Bp., 1923 (Verne Gyula munkái)
- Fekete Indiák; ford. Varga Ottó, Franklin, Bp., 1926 (Verne Gyula összes munkái)
- A gőzház. Regény; ford. Szász Károly; Franklin, Bp., 1930 (Verne Gyula összes munkái)
- A Szahara tengere; ford. Dánielné Lengyel Laura; Franklin, Bp., 1930 k.
- Storitz Vilmos titka. Regény az ifjúság számára; ford. Dánielné Lengyel Laura; Franklin, Bp., 1933
- Sztrogof Mihály; ford. Supka Géza; Forrás, Bp., 1943 (A kaland klasszikusai)
- Dél csillaga; ford. Szentgyörgyi Ferenc; Forrás, Bp., 1944
- Hatteras kapitány. Angolok az Északi sarkon; röv. kiad.; Forrás, Bp., 1944
- A hőslelkű Branicanné; Forrás, Bp., 1944 (Verne Gyula munkái)
  - (Branicanné asszonyság; Branicanné asszony; A Franklin kifut a tengerre címen is)

### 1945–1989
- A tizenötéves kapitány; ford. Passuth László; Franklin, Bp., 1949
- Sándor Mátyás; ford. Vázsonyi Endre; Ifjúsági, Bp., 1952
- Rejtelmes sziget. Regény; ford. Vázsonyi Endre; Ifjúsági, Bp., 1953
- Nemo kapitány. Tenger alatt a világ körül. Regény; ford. Kilényi Mária; Ifjúsági, Bp., 1954
  - (Utazás a tenger alatt; Húszezer mértföld a tenger alatt; Húszezer mérföldnyire a tenger alatt címen is)
- A bégum ötszáz milliója. Regény; ford. Lányi Viktor; Szépirodalmi, Bp., 1954 (Olcsó könyvtár)
- Grant kapitány gyermekei. Regény; ford. Vázsonyi Endre; Ifjúsági, Bp., 1955
- Dél csillaga. Regény; ford. Lányi Viktor; Szépirodalmi, Bp., 1955 (Olcsó könyvtár)
- A dunai hajós. Regény; ford. Bartócz Józsefné; Ifjúsági, Bp., 1955 (Ifjúsági kiskönyvtár)
- Utazás a Holdba / Utazás a Hold körül; ford. Kilényi Mária, jegyz. Róka Gedeon; Ifjúsági, Bp., 1956
- Kétévi vakáció. Regény; ford. Gara László; Ifjúsági, Bp., 1956
- A lángban álló szigettenger; ford. Vajthó László / Az ostromzáron át. Regény; ford. Bartócz Ilona, K. Miklós Márton; Ifjúsági, Bp., 1956
- Nyolcvan nap alatt a Föld körül; ford. Csatlós János; Móra, Bp., 1957
- A világ ura. Regény; ford. Badics László; Ifjúsági, Bp., 1957 (Ifjúsági kiskönyvtár)
- Sándor Mátyás. Regény, 1-2.; ford., utószó Vázsonyi Endre; SZÖVOSZ, Bp., 1957 (Kincses könyvek. Szövetkezeti kiskönyvtár)
- Észak Dél ellen. Regény; ford. Vázsonyi Endre; Móra, Bp., 1958
- A névtelen család. Regény; ford. Bartócz Ilona; Móra, Bp., 1959 (Jules Verne művei)
- Világfelfordulás; ford. Vajthó László / A francia zászló. Regény; ford. Gaál Mózes, átdolg. Vázsonyi Endre; Móra, Bp., 1959
- Hatteras kapitány. Regény; ford. György Ferenc; Móra, Bp., 1960
- A lángban álló szigettenger; ford. Vajthó László, utószó Illés Jenő; Szépirodalmi, Bp., 1961 (Olcsó könyvtár)
- A makacs Keraban. Regény; ford. Réz Pál; Móra, Bp., 1961 (Jules Verne művei)
  - (Keraban, a vasfejű; Kéraban, a keményfejű címen is)
- Antifer mester csodálatos kalandjai. Regény; ford. Bajomi Lázár Endre; Móra, Bp., 1962 (Jules Verne művei)
- Hódító Robur. Regény; ford. Bartócz Ilona; Móra, Bp., 1962 (Ifjúsági kiskönyvtár)
  - (Győzedelmes Robur címen is)
- Grant kapitány gyermekei. Regény, 1-2.; ford., utószó Vázsonyi Endre; Móra, Bp., 1962 (Az én könyvtáram. Az ifjúsági irodalom remekei)
- Prémvadászok, 1-2.; ford., utószó Pap Gábor; Szépirodalmi, Bp., 1963
- Cirkuszkocsival a Sarkvidéken át. Regény; ford. Bartócz Ilona; Móra, Bp., 1965 (Jules Verne művei)
  -  (César Cascabel címen is)
- A bégum ötszáz milliója. Regény; ford. Lányi Viktor, utószó Kovács Endre; Szépirodalmi, Bp., 1965 (Olcsó könyvtár)
- Nyolcszáz mérföld az Amazonason. Regény; ford., átdolg. Bartócz Ilona; Móra, Bp., 1967
  - (A Jaganda. Nyolcszáz mértföld az Amazonon címen is)
- Hector Servadac. Regény; ford. Bartócz Ilona; Móra, Bp., 1967
- A bégum 500 milliója; ford. Lányi Viktor / A világ ura; ford. Hársing Lajos / Hódító Robur; ford. Bartócz Ilona; Móra, Bp., 1969
- Sándor Mátyás. Regény; ford. Örvös Lajos; Móra, Bp., 1969
- Grant kapitány gyermekei. Regény; ford. Bartócz Ilona; Móra, Bp., 1969
- Utazás a Föld középpontja felé. Regény; ford. Veressné Deák Éva; Móra, Bp., 1973
- Az örök Ádám. Fantasztikus elbeszélések; ford., utószó Timár György; Gondolat, Bp., 1973
- Várkastély a Kárpátokban. Regény; ford. Gellért György; Móra, Bp., 1974
- A Franklin kifut a tengerre. Regény; ford. Kováts Miklós; Móra, Bp., 1977
  - (A hőslelkű Branicanné; Branicanné asszonyság; Branicanné asszony címen is)
- A Barsac-expedíció különös története. Regény; ford. Dáné Tibor; Kriterion, Bukarest, 1978
- A rejtelmes sziget; ford. Majtényi Zoltán; Móra, Bp., 1980
- Az Acélváros titka. A bégum 500 milliója; ford. Lányi Viktor; Móra, Bp., 1980
  - (A bégum 500 milliója címen is)
- Az ostromzáron át. Fantasztikus elbeszélések / Doktor Ox teóriája / Disz úrfi és Esz kisasszony / A humbug; ford. Kováts Miklós, György Ferenc, Klumák István; Móra, Bp., 1982
- Fekete Indiák; ford. Szegő György, bev. Vajnovszki Kázmér; Creangă, Bukarest, 1983
- Kétévi vakáció. Regény; ford. Bartócz Ilona; Kriterion, Bukarest, 1987
- Az aranyvulkán; ford. Dáné Tibor; Creangă, Bukarest, 1987
- A két Kip testvér; ford. Zigány Árpád; Móra, Bp., 1989 (Verne Gyula összes művei)

### 1990–
- Véres dráma Livóniában; ford. Mikes Lajos; Móra, Bp., 1990 (Verne Gyula összes művei)
- Világítótorony a világ végén; ford. Kovácsi Barnabás; Móra, Bp., 1990 (Verne Gyula összes művei)
- Sztrogof Mihály; ford. Supka Géza, átdolg. Gerencsér Zsuzsanna; Pesti Szalon, Bp., 1994 (A világirodalom legszebb történetei)
- Párizs a XX. században. Regény; előszó, szöveggond. Piero Gondolo Della Riva, ford. Baranyi Ferenc; K. u. K., Bp., 1995
- A Jonathan hajótöröttei, 1-2.; ford. Ertl István; Alexandra, Pécs, 1996 (Verne Gyula összes munkái)
- Grant kapitány gyermekei, 1-2.; ford. Bartócz Ilona, sajtó alá rend. Majtényi Zoltán; Unikornis, Bp., 1997
- A Szahara tengere; ford., sajtó alá rend. Majtényi Zoltán; Unikornis, Bp., 1997 (Jules Verne összes művei)
- A különös végrendelet; ford., sajtó alá rend. Majtényi Zoltán; Unikornis, Bp., 1997 (Jules Verne összes művei)
- A dunai hajós; ford. Bartócz Ilona, sajtó alá rend. Majtényi Zoltán; Unikornis, Bp., 1997 (Jules Verne összes művei)
- Utazás a Hold körül; ford. Veressné Deák Éva, sajtó alá rend. Majtényi Zoltán; Unikornis, Bp., 1998 (Jules Verne összes művei)
- Egy sorsjegy története; ford. Veressné Deák Éva, sajtó alá rend. Majtényi Zoltán, függelék Emlékeim gyermekéveimből és ifjúkoromból ford. Majtényi Zoltán; Unikornis, Bp., 1998 (Jules Verne összes művei)
- A büszke Orinoco; ford., sajtó alá rend. Majtényi Zoltán; Unikornis, Bp., 1998 (Jules Verne összes művei)
- Utazás a Holdra; ford. Veressné Deák Éva, sajtó alá rend. Majtényi Zoltán; Unikornis, Bp., 1998 (Jules Verne összes művei)
- Róma ostroma és más elbeszélések; ford. Kováts Miklós, sajtó alá rend. Majtényi Zoltán; Unikornis, Bp., 1998 (Jules Verne összes művei)
- Egy kínai viszontagságai Kínában; ford. V. Pánczél Éva; Unikornis, Bp., 1998 (Jules Verne összes művei)
- Keraban, a vasfejű; ford. Réz Pál; sajtó alá rend. Majtényi Zoltán; Unikornis, Bp., 1998 (Jules Verne összes művei)
- Kalózokkal az Antillákra; ford. Sallay Gergely, sajtó alá rend. Majtényi Zoltán; Unikornis, Bp., 1998 (Jules Verne összes művei)
  - (Az Antillák világa; Jutalomutazás az Antillákon címen is)
- Thompson és Tsa. Utazási Iroda; ford. Hontvári Ottó; Totem, Bp., 1998
- Senkifia; ford. Benyhe János, Majtényi Zoltán, sajtó alá rend. Majtényi Zoltán; Unikornis, Bp., 1998 (Jules Verne összes művei)
- A jangada; ford. Bartócz Ilona, sajtó alá rend. Majtényi Zoltán; Unikornis, Bp., 1999 (Jules Verne összes művei)
- Chanteleine grófja. Epizód a francia forradalomból; sajtó alá rend., ford. Majtényi Zoltán; Unikornis, Bp., 1999 (Jules Verne összes művei)
- Észak dél ellen; ford. Mérei Ferenc, sajtó alá rend. Majtényi Zoltán; Unikornis, Bp., 1999 (Jules Verne összes művei)
- Branicanné asszonyság; ford. Kováts Miklós, sajtó alá rend. Majtényi Zoltán; Unikornis, Bp., 1999 (Jules Verne összes művei)
- Hector Servadac; ford. Bartócz Ilona; sajtó alá rend. Majtényi Zoltán; Unikornis, Bp., 1999 (Jules Verne összes művei)
- A jégszfinx; ford. Majtényi Zoltán; Unikornis, Bp., 1999 (Jules Verne összes művei)
- A zöld sugár; ford., sajtó alá rend. Majtényi Zoltán; Unikornis, Bp., 2000 (Jules Verne összes művei)
- Haza, Franciaországba! / Gil Braltar; ford., sajtó alá rend. Majtényi Zoltán; Unikornis, Bp., 2000 (Jules Verne összes művei)
- Thompson és Társa; ford. Ertl István, sajtó alá rend. Majtényi Zoltán; Unikornis, Bp., 2000 (Jules Verne összes művei)
- 80 nap alatt a Föld körül; ford. Szász Károly, átdolg. Nemere Ilona; Puedlo, Nagykovácsi, 2000
- Cetvadászok; ford. Zigány Árpád, átdolg. Majtényi Zoltán, sajtó alá rend. Majtényi Zoltán; Unikornis, Bp., 2000 (Jules Verne összes művei)
- Az aranymeteor; ford. Sztrókay Kálmán, sajtó alá rend. Majtényi Zoltán; Unikornis, Bp., 2000 (Jules Verne összes művei)
- A két Kip-testvér; ford. Zigány Árpád, Majtényi Zoltán, sajtó alá rend. Majtényi Zoltán; Unikornis, Bp., 2000 (Jules Verne összes művei)
- Dráma Mexikóban... / Költemények; ford. Benyhe János, Majtényi Zoltán, Sallay Gergely, sajtó alá rend. Majtényi Zoltán; Unikornis, Bp., 2000 (Jules Verne összes művei)
- A prémvadászok; ford. György Ferenc, sajtó alá rend. Majtényi Zoltán; Unikornis, Bp., 2001 (Jules Verne összes művei)
- Clovis Dardentor; ford., sajtó alá rend. Majtényi Zoltán; Unikornis, Bp., 2001 (Jules Verne összes művei)
- Storitz Vilmos titka; ford. Dánielné Lengyel Laura, átdolg., sajtó alá rend. Majtényi Zoltán; Unikornis, Bp., 2001 (Jules Verne összes művei)
- Nyolcvan nap alatt a Föld körül; ford. Kovácsné Kliment Emilia; Új Ex Libris, Bp., 2002 (Klasszikus ifjúsági regénytár)
- Nemo kapitány; ford. Oláh Erzsébet; Új Ex Libris, Bp., 2002 (Klasszikus ifjúsági regénytár)
- Egy pap 1839-ben; ford., sajtó alá rend. Majtényi Zoltán; Unikornis, Bp., 2002 (Jules Verne összes művei)
- A majmok birodalma; ford. Mikes Lajos, átdolg. Cserna György; Teuro, Bp., 2002 (Irodalmi szalon)
  - (Város a levegőben; Falu a levegőben címen is)
- Három orosz és három angol kalandjai; ford. Nagy István, átdolg. Majtényi Zoltán, sajtó alá rend. Majtényi Zoltán; Unikornis, Bp., 2002 (Jules Verne összes művei)
- Martín Paz és más elbeszélések; ford. Majtényi Zoltán, Zigány Árpád, sajtó alá rend. Majtényi Zoltán; Unikornis, Bp., 2002 (Jules Verne összes művei)
- Zakariás mester és más elbeszélések; ford. Timár György, Klumák István, sajtó alá rend. Majtényi Zoltán; Unikornis, Bp., 2002 (Jules Verne összes művei)
- A Föld felfedezése, 1-4.; ford. Brozik Károly, átdolg. Szilágyi Edit, sajtó alá rend. Majtényi Zolán, Szilágyi Edit; Unikornis, Bp., 2002–2003 
  - 1. Híresebb utazók története a XVIII. századig; 2002
  - 2. A híresebb utazók története a legrégibb időktől a XVIII. századig; 2003
  - 3. A híresebb utazók története a legrégibb időktől a XVIII. századig; 2003
  - 4. A XVIII. század híres hajósai; 2003
- Öt hét léghajón; ford. Telekes Pál József, átdolg. Majtényi Zoltán; Unikornis, Bp., 2003 (Jules Verne összes művei)
- César Cascabel; ford. Bartócz Ilona, sajtó alá rend. Majtényi Zoltán; Unikornis, Bp., 2003 (Jules Verne összes művei)
  - (Cirkuszkocsival a Sarkvidéken át címen is)
- A Robinsonok iskolája; ford. Sulyok Katalin, sajtó alá rend. Majtényi Zoltán; Unikornis, Bp., 2003 (Jules Verne összes művei)
- Az acél elefánt. Utazás Észak-Indián keresztül, 1-2.; ford. Majtényi Zoltán; Unikornis, Bp., 2004 
  - (A gőzház címen is)
- Claudius Bombarnac. Egy hírlaptudósító jegyzetfüzete; ford. Bányai Elemér, átdolg. Majtényi Zoltán; Unikornis, Bp., 2004 (Jules Verne összes művei)
- A Chancellor. J. R. Kazallon úti naplója; ford. Majtényi Zoltán; Unikornis, Bp., 2004 (Jules Verne összes művei)
- A tizenöt éves kapitány; ford. Passuth László; jav. kiad., 2. utánny; Holnap, Bp., 2011
- 80 nap alatt a Föld körül; ford. Csatlós János; 4. jav. kiad.; Könyvmolyképző, Szeged, 2019 (Jonatán könyvmolyképző)
- Három francia költő verseiből. Válogatás Király Lajosnak a Verne Gyula, Michel Cahour, Yannick Resch verseinek fordításaiból; Biró, Bp., 2020
- Nemo kapitány; ford. Till Katalin; Ciceró, Bp., 2022

### Jules Verne összes átdolgozott műve(1–10.)
Regun-Press, Üllő, 2007–2008
- 1. A rejtelmes sziget. Regény; ford. Majtényi Zoltán, átdolg. Fenyő Áron; Regun, Üllő, 2007 (Jules Verne összes átdolgozott műve)
- 2. Kétévi vakáció. Regény; ford. Huszár Imre, átdolg. Fenyő Áron; Regun, Üllő, 2007 (Jules Verne összes átdolgozott műve)
- 3. Nemo kapitány. Tenger alatt a világ körül. Regény; ford. Kilényi Mária, átdolg. Fenyő Áron; Regun, Üllő, 2007 (Jules Verne összes átdolgozott műve)
- 4. Utazás a Holdba / Utazás a Hold körül. Két regény; ford. Kilényi Mária, átdolg. Fenyő Áron; Regun, Üllő, 2007
- 5. Nyolcvan nap alatt a Föld körül. Regény; ford. Csatlós János, átdolg. Fenyő Áron; Regun, Üllő, 2007 (Jules Verne összes átdolgozott műve)
- 6. Várkastély a Kárpátokban. Regény; ford. Gellért György, átdolg. Fenyő Áron; Regun, Üllő, 2007 (Jules Verne összes átdolgozott műve)
  - (A kárpáti kastély címen is)
- 7. A tizenötéves kapitány. Regény; ford. Passuth László, átdolg. Fenyő Áron; Regun, Üllő, 2007
- 8. Robinsonok iskolája; ford. Visi Imre, átdolg. Fenyő Áron; Regun, Üllő, 2008 (Jules Verne összes átdolgozott műve)
- 9. A lángban álló szigettenger; ford. Vajthó László, átdolg. Fenyő Áron; Regun, Üllő, 2008 (Jules Verne összes átdolgozott műve)
- 10. Az úszó sziget; ford. Gaál Mózes, átdolg. Fenyő Áron; Regun, Üllő, 2008 (Jules Verne összes átdolgozott műve)

### Egyéb, Verne nyomán
- Csepreghy Ferenc: Utazás a földkörül nyolcvan nap alatt. Színdarab; Verne Gyula regénye után; Pfeifer, Bp., 1876 (A Népszínház könyvtára)
- Verne Gyula hősei nyomában. Atlasz; ford. Bardócz László, Nagy Ferenc, Szani Kelemen, átdolg. Bakos János et al.; Cartographia, Bp., 1999
- Liszkay Tamás: 80 nap alatt a Föld körül Willy Foggal; M&C Kft., Bp., 2005
- Nemo kapitány; átdolg. Lisa Church, ford. Csonka Ágnes; Alexandra, Pécs, 2010 (Klasszikusok könnyedén)
- Nyolcvan nap alatt a Föld körül; átdolg. Deanna McFadden, ford. Farkas Krisztina; Alexandra, Pécs, 2011 (Klasszikusok könnyedén)
- Nemo kapitány; átdolg. Ronne Randall, ford. Medgyesy Zsófia; Ventus Libro, Bp., 2013 (Világhíres mesék)
- Nemo kapitány; újrameséli Dave Eggers, ford. Gács Éva; Kolibri, Bp., 2014 (Meséld újra!)
- Nyolcvan nap alatt a Föld körül. 3. szint; átdolg. Consuelo Delgado, ford. Wágner Mária; Napraforgó, Bp., 2015 (Olvass velünk!)
- Nemo kapitány. 4. szint; átdolg. Consuelo Delgado, ford. Wágner Mária; Napraforgó, Bp., 2015 (Olvass velünk!)
- Utazás a Föld középpontja felé. 4. szint; átdolg. Consuelo Delgado, ford. Magyar Myrtill; Napraforgó, Bp., 2016 (Olvass velünk!)
- Nemo kapitány; ford. Pataki Andrea; Napraforgó, Bp., 2017 (Klasszikusok magyarul-angolul)
- A rejtelmes sziget; ford. Pataki Andrea; Napraforgó, Bp., 2018 (Klasszikusok magyarul-angolul)
- Nemo kapitány; ford. Pataki Andrea; Napraforgó, Bp., 2017 (Klasszikusok magyarul-angolul)
- A rejtelmes sziget. 3. szint; átdolg. Consuelo Delgado, ford. Magyar Myrtill; Napraforgó, Bp., 2019 (Olvass velünk!)
- Utazás a Holdba. 4. szint; átdolg. Consuelo Delgado, ford. Magyar Myrtill; Napraforgó, Bp., 2019 (Olvass velünk!)
- Nemo kapitány / 80 nap alatt a Föld körül / A rejtelmes sziget; átdolg. Consuelo Delgado, ford. Magyar Myrtill, Rusznák György; Napraforgó, Bp., 2019
- 80 nap alatt a Föld körül. Klasszikus történet – olvass és játssz!; ford. Fekete Virág; Yoyo Books Hungary, Bp., 2020
- Utazás a Föld középpontja felé; ford. Pataki Andrea; Napraforgó, Bp., 2020 (Klasszikusok magyarul-angolul)
- 80 nap alatt a Föld körül; ford. Rusznák György; Napraforgó, Bp., 2020 (Klasszikusok kicsiknek)
- A tizenöt éves kapitány. 3. szint; átdolg. Consuelo Delgado, ford. Mayer Márta; Napraforgó, Bp., 2021 (Olvass velünk!)
- 80 nap alatt a Föld körül; átdolg. Consuelo Delgado, ford. Czéhmester Emőke; Napraforgó, Bp., 2021
- Sztrogof Mihály. 3. szint; átdolg. María Forero; ford. Czéhmester Emőke; Napraforgó, Bp., 2021 (Olvass velünk!)
- Nemo kapitány; átdolg. Consuelo Delgado, ford. Czéhmester Emőke; Napraforgó, Bp., 2024
- 80 nap alatt a Föld körül; röv., átdolg. Clementina Coppini, ford. Balássy Fanni; Manó Könyvek, Bp., 2024

## Verne magyar kiadásai rendezhető táblázatban
| No. | Szócikk                                                            | Könyvcím                                                                    | Fordító                        | Átdolg.      | Kiadó                         | Város | Év     | Sorozat, egyéb                               |
| --- | ------------------------------------------------------------------ | --------------------------------------------------------------------------- | ------------------------------ | ------------ | ----------------------------- | ----- | ------ | -------------------------------------------- |
| 1   | Utazás a Föld középpontja felé                                     | Utazás a Föld központja felé, 1-2                                           | Beöthy Leó                     |              | Hartleben                     | Pest  | 1865   |                                              |
| 2   | Utazás a Holdba, Utazás a Hold körül                               | Utazás a Holdba és a Hold körül, 1-2                                        |                                |              | Heckenast                     | Pest  | 1872   |                                              |
| 3   | Öt hét léghajón                                                    | Öt hét léghajón                                                             |                                |              | Franklin                      | Bp.   | 1874   |                                              |
| 4   | Hatteras kapitány                                                  | Hatteras kapitány kalandjai :: Az angolok az éjszaki sarkon :: A jégsivatag | Palásti Sándor                 |              | Légrády                       | Bp.   | 1875   |                                              |
| 5   | Nyolcvan nap alatt a Föld körül                                    | Utazás a Föld körül nyolcvan nap alatt                                      | Szász Károly                   |              | Franklin                      | Bp.   | 1875   |                                              |
| 6   | Három orosz és három angol kalandjai                               | Három orosz és három angol kalandjai                                        | Nagy István                    |              | Franklin                      | Bp.   | 1875   |                                              |
| 7   | Nemo kapitány                                                      | Utazás a tenger alatt                                                       | Szász Károly                   |              | Franklin                      | Bp.   | 1875   |                                              |
| 8   | A Chancellor                                                       | A Chancellor Kazallon. J. R. utas naplója                                   | Vértesi Arnold                 |              | Lampel                        | Bp.   | 1875   |                                              |
| 9   |                                                                    | Verne Gyula apróbb műveiből                                                 |                                |              | Athenaeum                     | Bp.   | 1875   |                                              |
| 10  | Dráma a levegőben                                                  | Dráma a légben                                                              |                                |              | Athenaeum                     | Bp.   | 1875   |                                              |
| 11  | Zakariás mester                                                    | Zacharius mester                                                            |                                |              | Athenaeum                     | Bp.   | 1875   |                                              |
| 12  | Ox doktor hóbortos ötlete                                          | Doktor Ox kísérlete                                                         |                                |              | Athenaeum                     | Bp.   | 1875   |                                              |
| 13  |                                                                    | Beszélyek és rajzok                                                         |                                |              | Athenaeum                     | Bp.   | 1875   |                                              |
| 14  | Telelés Grönlandban                                                | Tél a jég között                                                            |                                |              | Athenaeum                     | Bp.   | 1875   |                                              |
| 15  | A prémvadászok                                                     | A prémek hazája                                                             | György Aladár                  |              | Ráth                          | Bp.   | 1876   | A magyar nemzet jutányos családi könyvtára   |
| 16  | Grant kapitány gyermekei                                           | A Grant kapitány gyermekei, 1-2                                             | Vértesi Arnold                 |              | Franklin                      | Bp.   | 1876   | 3. kiadás: 1899., 4. kiadás: 1905., Budapest |
| 17  |                                                                    | legrégibb                                                                   | Vértesi Arnold                 |              | Franklin                      | Bp.   | 1877   | Kis nemzeti muzeum                           |
| 18  | Fekete Indiák                                                      | A fekete Indiák                                                             | Fáy J. Béla                    |              | Légrády                       | Bp.   | 1877   |                                              |
| 19  | Sztrogof Mihály                                                    | Strogoff Mihály utazása Moszkvától Irkutskig                                |                                | Szász Károly | Franklin                      | Bp.   | 1877   |                                              |
| 20  | Hector Servadac                                                    | Servadac Hector kalandos utazása a naprendszeren át                         |                                | Szász Károly | Franklin                      | Bp.   | 1878   |                                              |
| 21  | Egy kínai viszontagságai Kínában                                   | Egy chínai viszontagságai Chínában                                          | Visi Imre                      |              | Athenaeum                     | Bp.   | 1879   |                                              |
| 22  | A híresebb utazók története a legrégibb időktől a XVIII. századig. | A Főld felfedezése. I-II.                                                   | Brózik Károly                  |              | Franklin                      | Bp.   | 1911   |                                              |
| 23  | A XVIII. század híres hajósai.                                     | A Föld felfedezése. I-II.                                                   | Brózik Károly                  |              | Franklin                      | Bp.   | 1882   |                                              |
| 24  | A bégum ötszázmilliója                                             | A bégum ötszáz milliója                                                     | Szász Károly                   |              | Franklin                      | Bp.   | 1880   |                                              |
| 25  |                                                                    | A Bounty lázadói                                                            | Szász Károly                   |              | Franklin                      | Bp.   | 1880   |                                              |
| 26  | A tizenöt éves kapitány                                            | Tizenötéves kapitány                                                        | Szász Károly                   |              | Franklin                      | Bp.   | 1880   |                                              |
| 27  | Nyolcszáz mérföld az Amazonason                                    | A Jaganda                                                                   | Visi Imre                      |              | Franklin                      | Bp.   | 1881   |                                              |
| 28  | A gőzház                                                           | A gőzház                                                                    | Rákosi Viktor, Szokolay Kornél |              | Légrády                       | Bp.   | 1881   |                                              |
| 29  | Utazás a Holdba, Utazás a Hold körül                               | Utazás a Holdba és a Hold körül                                             | Gaál Mózes                     |              | Franklin                      | Bp.   | 1882   |                                              |
| 30  | A Robinsonok iskolája                                              | A Robinsonok iskolája                                                       | Visi Imre                      |              | Franklin                      | Bp.   | 1883   |                                              |
| 31  | Kéraban, a vasfejű                                                 | Kéraban, a vasfejű                                                          | György Aladár, Illésy Piroska  |              | Franklin                      | Bp.   | 1884   |                                              |
| 32  | Dél csillaga                                                       | Dél csillaga                                                                | György Aladár                  |              | Franklin                      | Bp.   | 1885   |                                              |
| 33  | A rejtelmes sziget                                                 | A rejtelmes sziget                                                          |                                | Szász Károly | Franklin                      | Bp.   | 1886   |                                              |
| 34  | A lángban álló szigettenger                                        | A lángban álló szigettenger                                                 | Huszár Imre                    |              | Franklin                      | Bp.   | 1886   |                                              |
| 35  | Sándor Mátyás                                                      | Sándor Mátyás, 1-2                                                          | Huszár Imre                    |              | Franklin                      | Bp.   | 1887   |                                              |
| 36  | Észak Dél ellen                                                    | Éjszak a Dél ellen                                                          | Huszár Imre                    |              | Franklin                      | Bp.   | 1888   |                                              |
| 37  | Hódító Robur                                                       | A hódító Robur                                                              | Huszár Imre                    |              | Franklin                      | Bp.   | 1888   |                                              |
| 38  | Egy sorsjegy története                                             | Egy sorsjegy 9672-dik szám                                                  | Huszár Imre                    |              | Franklin                      | Bp.   | 1889   |                                              |
| 39  | Haza, Franciaországba                                              | Haza, Franciaországba!                                                      | Huszár Imre                    |              | Franklin                      | Bp.   | 1889   |                                              |
| 40  | Gil Braltar                                                        | Gil Braltar                                                                 | Huszár Imre                    |              | Franklin                      | Bp.   | 1889   |                                              |
| 41  | A gőzház                                                           | A gőzház                                                                    | Zempléni P. Gyula              |              | Eisler                        | Bp.   | [ 15 ] | Verne Gyula összegyűjtött munkái             |
| 42  | Dél csillaga                                                       | Dél csillaga                                                                | Zempléni P. Gyula              |              | Eisler                        | Bp.   | [ 15 ] | Verne Gyula összegyűjtött munkái             |
| 43  | A tizenöt éves kapitány                                            | Tizenötéves kapitány                                                        | Zempléni P. Gyula              |              | Eisler                        | Bp.   | [ 15 ] | Verne Gyula összegyűjtött munkái             |
| 44  | Város a levegőben                                                  | Falu a levegőben                                                            | Mikes Lajos                    |              | Magyar Kereskedelmi Közlöny   | Bp.   | [ 15 ] | Verne Gyula összes munkái                    |
| 45  | Utazás a Holdba                                                    | Utazás a Holdba                                                             | Zempléni P. Gyula              |              | Eisler                        | Bp.   | [ 15 ] | Verne Gyula összegyűjtött munkái             |
| 46  | A dunai hajós                                                      | A dunai hajós                                                               | Zoltán Vilmos                  |              | Magyar Kereskedelmi Közlöny   | Bp.   | [ 15 ] | Verne Gyula munkái                           |
| 47  | Egy sorsjegy története                                             | Kamp Ole sorsjegye                                                          | Kövér Ilma                     |              | Magyar Kereskedelmi Közlöny   | Bp.   | [ 15 ] | Verne Gyula munkái                           |
| 48  | Kétévi vakáció                                                     | Két évi vakáció                                                             | Huszár Imre                    |              | Franklin                      | Bp.   | 1890   |                                              |
| 49  | A névtelen család                                                  | Névtelen család                                                             | Huszár Imre                    |              | Franklin                      | Bp.   | 1891   | Verne Gyula összes munkái                    |
| 50  | Nemo kapitány                                                      | Húszezer mérföldnyire a tenger alatt                                        | Zempléni P. Gyula              |              | Eisler                        | Bp.   | 1891   | Verne Gyula összegyűjtött munkái             |
| 51  | Nyolcvan nap alatt a Föld körül (regény)                           | Utazás a Föld körül 80 nap alatt                                            | Zempléni P. Gyula              |              | Eisler                        | Bp.   | 1891   | Verne Gyula összegyűjtött munkái             |
| 52  | Világfelfordulás                                                   | Világfelfordulás                                                            | Huszár Imre                    |              | Franklin                      | Bp.   | 1891   |                                              |
| 53  | Fekete Indiák                                                      | A fekete Indiák                                                             | Zempléni P. Gyula              |              | Eisler                        | Bp.   | 1891   | Verne Gyula összegyűjtött munkái             |
| 54  | Sztrogof Mihály                                                    | Sztrogoff Mihály utazása Moszkvától Irkutskig                               | Zempléni P. Gyula              |              | Eisler                        | Bp.   | 1891   | Verne Gyula összegyűjtött munkái             |
| 55  | Öt hét léghajón                                                    | Öt hét léghajón                                                             | Zempléni P. Gyula              |              | Eisler                        | Bp.   | 1891   | Verne Gyula összegyűjtött munkái             |
| 56  | Dráma Mexikóban                                                    | Egy dráma Mexikóban                                                         | Zempléni P. Gyula              |              | Eisler                        | Bp.   | 1891   | Verne Gyula összegyűjtött munkái             |
| 57  | Nyolcvan nap alatt a Föld körül                                    | Utazás a Föld körül 80 nap alatt                                            | Győry Ilona                    | V. Christian | Laufer                        | Bp.   | 1892   |                                              |
| 58  | Ox doktor hóbortos ötlete                                          | Ox doktor eszméje                                                           | Zempléni P. Gyula              |              | Eisler                        | Bp.   | 1892   | Verne Gyula összegyűjtött munkái             |
| 59  | Zakariás mester                                                    | Zachariás mester                                                            | Zempléni P. Gyula              |              | Eisler                        | Bp.   | 1892   | Verne Gyula összegyűjtött munkái             |
| 60  | Dráma a levegőben                                                  | Dráma a levegőben                                                           | Zempléni P. Gyula              |              | Eisler                        | Bp.   | 1892   | Verne Gyula összegyűjtött munkái             |
| 61  | Telelés Grönlandban                                                | Telelés a jégben                                                            | Zempléni P. Gyula              |              | Eisler                        | Bp.   | 1892   | Verne Gyula összegyűjtött munkái             |
| 62  |                                                                    | A Mont-Blanc megmászása                                                     | Zempléni P. Gyula              |              | Eisler                        | Bp.   | 1892   | Verne Gyula összegyűjtött munkái             |
| 63  | Öt hét léghajón                                                    | Öt hét léghajón                                                             | Barabás Ferenc                 |              | Gross                         | Győr  | 1892   | Egyetemes könyvtár                           |
| 64  | César Cascabel                                                     | Cascabel Caesar                                                             | Huszár Imre                    |              | Franklin                      | Bp.   | 1892   |                                              |
| 65  | A Franklin kifut a tengerre                                        | Branicanné asszonyság                                                       | Huszár Imre                    |              | Franklin                      | Bp.   | 1892   |                                              |
| 66  | A zöld sugár                                                       | A zöld sugár                                                                | Zempléni P. Gyula              |              | Eisler                        | Bp.   | 1892   | Verne Gyula összegyűjtött munkái             |
| 67  | Tiz órán át a vadászaton                                           | Tíz órán át a vadászaton                                                    | Zempléni P. Gyula              |              | Eisler                        | Bp.   | 1892   | Verne Gyula összegyűjtött munkái             |
| 68  | Várkastély a Kárpátokban                                           | Várkastély a Kárpátokban                                                    | Huszár Imre                    |              | Franklin                      | Bp.   | 1893   | Verne Gyula összes munkái                    |
| 69  | Grant kapitány gyermekei                                           | Grant kapitány gyermekei, 1-2                                               | Zempléni P. Gyula              |              | Eisler                        | Bp.   | 1894   |                                              |
| 70  | Az úszó város                                                      | Egy úszó város                                                              | Zempléni P. Gyula              |              | Eisler                        | Bp.   | 1894   | Verne Gyula összegyűjtött munkái             |
| 71  | Az ostromzáron át                                                  | A zártörők                                                                  | Zempléni P. Gyula              |              | Eisler                        | Bp.   | 1894   | Verne Gyula összegyűjtött munkái             |
| 72  | Bombarnac Klaudius                                                 | Bombarnac Klaudius. Egy hírlaptudósító jegyzőkönyve                         | Huszár Imre                    |              | Franklin                      | Bp.   | 1894   |                                              |
| 73  | Utazás a Holdba                                                    | Utazás a Holdba kilencvenhét óra és húsz perc alatt                         | Gaál Mózes                     |              | Franklin                      | Bp.   | 1895   |                                              |
| 74  | Utazás a Hold körül                                                | Utazás a Hold körül                                                         | Gaál Mózes                     |              | Franklin                      | Bp.   | 1895   |                                              |
| 75  | Senki fia                                                          | Senki fia                                                                   | Gaál Mózes                     |              | Franklin                      | Bp.   | 1896   |                                              |
| 76  | Antifer mester csodálatos kalandjai                                | Antifer mester csodálatos kalandjai                                         | Huszár Imre                    |              | Franklin                      | Bp.   | 1896   |                                              |
| 77  | Clovis Dardentor                                                   | Clovis Dardentor                                                            | Sávoly X. Ferenc               |              | Tolnai Ny.                    | Bp.   | 1897   | Verne Gyula munkái                           |
| 78  | Az úszó város                                                      | Az úszó város                                                               | Zigány Árpád                   |              | Franklin                      | Bp.   | 1897   |                                              |
| 79  | Az ostromzáron át                                                  | Az ostromzáron keresztül                                                    | Zigány Árpád                   |              | Franklin                      | Bp.   | 1897   |                                              |
| 80  | Az úszó sziget                                                     | Az úszó sziget                                                              | Gaál Mózes                     |              | Franklin                      | Bp.   | 1897   |                                              |
| 81  | Sándor Mátyás                                                      | Sándor Mátyás                                                               | Zempléni P. Gyula              |              | Eisler                        | Bp.   | 1897   | Verne Gyula összegyűjtött munkái             |
| 82  | Clovis Dardentor                                                   | Dardentor Clovis                                                            | Gaál Mózes                     |              | Franklin                      | Bp.   | 1897   | Verne Gyula összes munkái                    |
| 83  | A francia zászló                                                   | A francia zászló                                                            | Gaál Mózes                     |              | Franklin                      | Bp.   | 1898   | Verne Gyula összes munkái                    |
| 84  | A Cynthia hajótöröttje                                             | A "Cynthia" hajótöröttje                                                    | Gaál Mózes                     |              | Franklin                      | Bp.   | 1898   | Verne Gyula összes munkái                    |
| 85  | A rejtelmes sziget                                                 | A rejtelmes sziget                                                          | Zempléni P. Gyula              |              | Eisler                        | Bp.   | 1898   | Verne Gyula összegyűjtött munkái             |
| 86  | Az Orinocon fölfelé                                                | Az Orinocon fölfelé                                                         | Gaál Mózes                     |              | Franklin                      | Bp.   | 1899   | Verne Gyula összes munkái                    |
| 87  | A zöld sugár                                                       | A zöld sugár                                                                | Zigány Árpád                   |              | Franklin                      | Bp.   | 1899   | Verne Gyula összes munkái                    |
| 88  | Hódító Robur                                                       | A győzedelmes Robur                                                         | Ilosvai Hugó                   |              | Sachs–Pollák                  | Bp.   | 1899   |                                              |
| 89  | Várkastély a Kárpátokban                                           | A kárpáti kastély                                                           | Ilosvai Hugó                   |              | Sachs–Pollák                  | Bp.   | 1899   |                                              |
| 90  | Jégszfinx                                                          | A jég-szfinksz, 1-2                                                         | Bethlen Oszkár                 |              | Sachs–Pollák                  | Bp.   | 1899   |                                              |
| 91  | A Robinsonok iskolája                                              | A Robinsonok iskolája                                                       | Hazai Hugó                     |              | Sachs–Pollák                  | Bp.   | 1899   |                                              |
| 92  | ??? A francia zászló                                               | A nemzeti lobogó                                                            | Bethlen Oszkár                 |              | Sachs–Pollák                  | Bp.   | 1899   |                                              |
| 93  | A lángban álló szigettenger                                        | A lángban álló szigettenger                                                 |                                | Rózsa Miklós | Sachs–Pollák                  | Bp.   | 1899   |                                              |
| 94  | Az úszó sziget                                                     | Az úszó sziget, 1-2                                                         | Ilosvai Hugó                   |              | Sachs–Pollák                  | Bp.   | 1899   |                                              |
| 95  | Egy sorsjegy története                                             | Egy sorsjegy                                                                | Ilosvai Hugó                   |              | Sachs–Pollák                  | Bp.   | 1899   |                                              |
| 96  | Jégszfinx                                                          | A jég-sphinx                                                                | Gaál Mózes                     |              | Franklin                      | Bp.   | 1899   |                                              |
| 97  | Egy kínai viszontagságai Kínában                                   | Egy khinai viszontagságai Khinában                                          | Zigány Árpád                   |              | Franklin                      | Bp.   | 1899   | Verne Gyula összes munkái                    |
| 98  | A prémvadászok                                                     | A bundák hazája                                                             | Gaál Mózes                     |              | Franklin                      | Bp.   | 1899   |                                              |
| 99  | Öt hét léghajón                                                    | Öt hét léghajón                                                             | Telkes Pál József              |              | Tolnai Ny.                    | Bp.   | 1900   | Verne Gyula összes munkái                    |
| 100 | Bombarnac Klaudius                                                 | Bombarnac Claudius. Egy riporter jegyzőkönyve                               | Bányai Elemér                  |              | Magyar Kereskedelmi Közlöny   | Bp.   | 1900   | Verne Gyula munkái                           |
| 101 | Fekete Indiák                                                      | Fekete Indiák                                                               | Varga Ottó                     |              | Franklin                      | Bp.   | 1901   | Verne Gyula összes munkái                    |
| 102 | Új hazában                                                         | Az új hazában                                                               | Zigány Árpád                   |              | Franklin                      | Bp.   | 1901   |                                              |
| 103 | A különös végrendelet                                              | Különös végrendelet                                                         | Gaál Mózes                     |              | Franklin                      | Bp.   | 1901   |                                              |
| 104 | Város a levegőben                                                  | Város a levegőben                                                           | Zigány Árpád                   |              | Franklin                      | Bp.   | 1902   | Verne Gyula összes munkái                    |
| 105 | Cetvadászok                                                        | A cetvadászok                                                               | Zigány Árpád                   |              | Franklin                      | Bp.   | 1902   | Verne Gyula összes munkái                    |
| 106 | Várkastély a Kárpátokban                                           | A kárpáti várkastély                                                        | Zigány Árpád                   |              | Országos Központi Községi Ny. | Bp.   | 1902   | Verne Gyula összegyűjtött munkái             |
| 107 | César Cascabel                                                     | Cascabel Cézár                                                              | Zigány Árpád                   |              | Országos Központi Községi Ny. | Bp.   | 1902   | Verne Gyula összegyűjtött munkái             |
| 108 | Nyolcvan nap alatt a Föld körül (regény)                           | Utazás a Föld körül nyolcvan nap alatt 1-2                                  | Telekes Béla                   |              | Lampel                        | Bp.   | 1902   | Magyar könyvtár                              |
| 109 | A két Kip testvér                                                  | A Kip testvérek 1-2.                                                        | Mikes Lajos                    |              | Magyar Kereskedelmi Közlöny   | Bp.   | 1902   | Verne Gyula munkái                           |
| 110 | Ox doktor hóbortos ötlete                                          | Doktor Ox theóriája                                                         | Zigány Árpád                   |              | Franklin                      | Bp.   | 1903   | Verne Gyula összes munkái                    |
| 111 | Zakariás mester                                                    | Zachariás mester                                                            | Zigány Árpád                   |              | Franklin                      | Bp.   | 1903   | Verne Gyula összes munkái                    |
| 112 | Telelés Grönlandban                                                | Telelés Grönlandban                                                         | Zigány Árpád                   |              | Franklin                      | Bp.   | 1903   | Verne Gyula összes munkái                    |
| 113 | Dráma a levegőben                                                  | Dráma a levegőben                                                           | Zigány Árpád                   |              | Franklin                      | Bp.   | 1903   | Verne Gyula összes munkái                    |
| 114 | Egy kínai viszontagságai Kínában                                   | Kin-Fu                                                                      |                                |              | Magyar Kereskedelmi Közlöny   | Bp.   | 1903   |                                              |
| 115 | A két Kip testvér                                                  | A két Kip-testvér                                                           | Zigány Árpád                   |              | Franklin                      | Bp.   | 1904   |                                              |
| 116 | ??? Grant kapitány gyermekei                                       | Vitorláson a Föld körül                                                     | Zempléni P. Gyula              |              | Sachs                         | Bp.   | 1904   |                                              |
| 117 | A névtelen család                                                  | A névtelen család                                                           | Zempléni P. Gyula              |              | Vass J.                       | Bp.   | 1905   | Verne Gyula összegyűjtött munkái             |
| 118 | A prémvadászok                                                     | A prémek hazája                                                             | Zempléni P. Gyula              |              | Vass                          | Bp.   | 1905   | Verne Gyula összegyűjtött munkái             |
| 119 | Az Antillák világa                                                 | Az Antillák világa                                                          | Zigány Árpád                   |              | Franklin                      | Bp.   | 1905   | Verne Gyula összes munkái                    |
| 120 | Az Orinocon fölfelé                                                | A büszke Orinoco                                                            | Telekes Béla                   |              | Magyar Kereskedelmi Közlöny   | Bp.   | [ 25 ] | Verne Gyula munkái                           |
| 121 | A Chancellor                                                       | A Chancellor Kazallon J. R. utas naplója                                    | Csillay Kálmán                 |              | Magyar Kereskedelmi Közlöny   | Bp.   | [ 25 ] | Verne Gyula munkái                           |
| 122 | Martin Paz                                                         | Martin Paz                                                                  | Miskolczi Henrik               |              | Magyar Kereskedelmi Közlöny   | Bp.   |        | Verne Gyula munkái                           |
| 123 | Utazás a Föld középpontja felé                                     | Utazás a Föld középpontja felé                                              | Kürthy Emilné                  |              | Tolnai                        | Bp.   | [ 25 ] | Verne Gyula összes munkái                    |
| 124 | A Világ Ura                                                        | A világ ura                                                                 | Gábor Andor                    |              | Franklin                      | Bp.   | 1906   |                                              |
| 125 | Antifer mester csodálatos kalandjai                                | Antifer mester csudás kalandjai                                             | Zempléni P. Gyula              |              | Vass József                   | Bp.   | 1907   |                                              |
| 126 | Bombarnac Klaudius                                                 | Bombarnac Claudius. Egy riporter naplója                                    | Zempléni P. Gyula              |              | Vass József                   | Bp.   | 1907   | Verne Gyula összegyűjtött munkái             |
| 127 | Kétévi vakáció                                                     | Két év vakáció                                                              | Zempléni P. Gyula              |              | Vass József                   | Bp.   | 1907   |                                              |
| 128 |                                                                    | A szultán unokái                                                            | Zigány Árpád                   |              | Zigány Árpád                  | Bp.   | 1909   | Verne Gyula kiadatlan munkái                 |
| 129 |                                                                    | A gyémántos Medzsidje-rend                                                  | Zigány Árpád                   |              | Zigány                        | Bp.   | 1909   | Verne Gyula kiadatlan munkái                 |
| 130 | Hódító Robur                                                       | Győzedelmes Robur                                                           | Kövér Ilma                     |              | Magyar Kereskedelmi Közlöny   | Bp.   |        | Verne Gyula munkái                           |
| 131 | Clovis Dardentor                                                   | Clovis Dardentor                                                            | Sávoly X. Ferenc               |              | Magyar Kereskedelmi Közlöny   | Bp.   | [ 27 ] | Verne Gyula munkái                           |
| 132 | Dráma a levegőben                                                  | Dráma a levegőben                                                           | Mikes Lajos                    |              | Magyar Kereskedelmi Közlöny   | Bp.   | [ 27 ] | Verne Gyula munkái                           |
| 133 | Jégszfinx                                                          | A jégszfinx 1-2.                                                            | Mikes Lajos                    |              | Magyar Kereskedelmi Közlöny   | Bp.   | [ 27 ] | Verne Gyula munkái                           |
| 134 | A bégum ötszázmilliója                                             | A bégum ötszáz milliója                                                     | Iván Ede                       |              | Tolnai                        | Bp.   | [ 27 ] | Verne Gyula munkái                           |
| 135 | Ox doktor hóbortos ötlete                                          | Ox doktor ötlete                                                            | Mikes Lajos                    |              | Tolnai                        | Bp.   | [ 27 ] | Verne Gyula munkái                           |
| 136 | Utazás a Hold körül                                                | Utazás a Hold körül                                                         | Balla Károly                   |              | Magyar Kereskedelmi Közlöny   | Bp.   | [ 27 ] | Verne Gyula munkái                           |
| 137 | Zakariás mester                                                    | Zachariusz mester                                                           | Mikes Lajos                    |              | Magyar Kereskedelmi Közlöny   | Bp.   | [ 27 ] | Verne Gyula munkái                           |
| 138 | Észak Dél ellen                                                    | Észak a Dél ellen                                                           | Adorján Andor                  |              | Magyar Kereskedelmi Közlöny   | Bp.   | 1910   | Verne Gyula munkái                           |
| 139 | Három orosz és három angol kalandjai                               | Három orosz és három angol kalandja Dél-Afrikában                           | Balla Károly                   |              | Tolnai                        | Bp.   | 1910   | Verne Gyula munkái                           |
| 140 | Sándor Mátyás                                                      | Sándor Mátyás, 1-2                                                          | Mikes Lajos                    |              | Magyar Kereskedelmi Közlöny   | Bp.   | 1910   | Verne Gyula munkái                           |
| 141 | Kéraban, a vasfejű                                                 | Keraban, a keményfejű                                                       | Miskolczi Henrik               |              | Magyar Kereskedelmi Közlöny   | Bp.   | 1910   | Verne Gyula munkái                           |
| 142 | A Franklin kifut a tengerre                                        | Branicanné asszony                                                          | Zempléni P. Gyuláné            |              | Magyar Kereskedelmi Közlöny   | Bp.   | 1910   | Verne Gyula munkái                           |
| 143 | Grant kapitány gyermekei                                           | Grant kapitány gyermekei 1-2.                                               | Mikes Lajos                    |              | Magyar Kereskedelmi Közlöny   | Bp.   | 1918   | Verne Gyula munkái                           |
| 144 | Az arany meteor                                                    | Az arany meteor                                                             | Sztrokay Kálmán                |              | Kultúra                       | Bp.   | 1919   |                                              |
| 145 | A tizenöt éves kapitány                                            | A tizenötéves kapitány                                                      | Adorján Andor                  |              | Tolnai                        | Bp.   | [ 29 ] | Verne Gyula munkái                           |
| 146 | Az úszó város                                                      | Egy úszó város                                                              | Miskolczi Henrik               |              | Magyar Kereskedelmi Közlöny   | Bp.   | [ 29 ] | Verne Gyula munkái                           |
| 147 | Az ostromzáron át                                                  | A zártörők                                                                  | Miskolczi Henrik               |              | Magyar Kereskedelmi Közlöny   | Bp.   | [ 29 ] | Verne Gyula munkái                           |
| 148 | Hector Servadac                                                    | Servadac Hektor, Utazás a naprendszerben                                    | Zempléni P. Gyuláné            |              | Tolnai                        | Bp.   | [ 29 ] | Verne Gyula munkái                           |
| 149 | A dunai hajós                                                      | Hat hét a Dunán                                                             | Zoltán Vilmos                  |              | Érdekes újság                 | Bp.   | 1922   | Legjobb könyvek                              |
| 150 | Utazás a Holdba                                                    | Utazás a Holdba. Közvetlen út 97 óra és 20 perc alatt.                      | Iván Ede                       |              | Tolnai                        | Bp.   | 1923   | Verne Gyula munkái                           |
| 151 | Dél csillaga                                                       | Dél csillaga                                                                | Bányai Elemér                  |              | Tolnai                        | Bp.   | 1923   | Verne Gyula munkái                           |
| 152 | Sztrogof Mihály (regény)                                           | Strogoff Mihály, a cár futárja                                              | Kövér Ilma                     |              | Magyar Kereskedelmi Közlöny   | Bp.   | 1923   | Verne Gyula munkái                           |
| 153 | A gőzház                                                           | A gőzház                                                                    | Szász Károly                   |              | Franklin                      | Bp.   | 1930   | Verne Gyula összes munkái                    |
| 154 | A Szahara tengere                                                  | A Szahara tengere                                                           | Dánielné Lengyel Laura         |              | Franklin                      | Bp.   | 1930   |                                              |
| 155 | Storitz Vilmos titka                                               | Storitz Vilmos titka                                                        | Dánielné Lengyel Laura         |              | Franklin                      | Bp.   | 1933   |                                              |
| 156 | Sztrogof Mihály                                                    | Sztrogof Mihály                                                             | Supka Géza                     |              | Forrás                        | Bp.   | 1943   | A kaland klasszikusai                        |
| 157 | Dél csillaga                                                       | Dél csillaga                                                                | Szentgyörgyi Ferenc            |              | Forrás                        | Bp.   | 1944   |                                              |
| 158 | Hatteras kapitány                                                  | Hatteras kapitány (Angolok az Északi sarkon)                                |                                |              | Forrás                        | Bp.   | 1944   |                                              |
| 159 | A Franklin kifut a tengerre                                        | A hőslelkű Branicanné                                                       |                                |              | Forrás                        | Bp.   | 1944   | Verne Gyula munkái                           |
| 160 | A tizenöt éves kapitány                                            | A tizenötéves kapitány                                                      | Passuth László                 |              | Franklin                      | Bp.   | 1949   |                                              |